# Переслідування єзидів

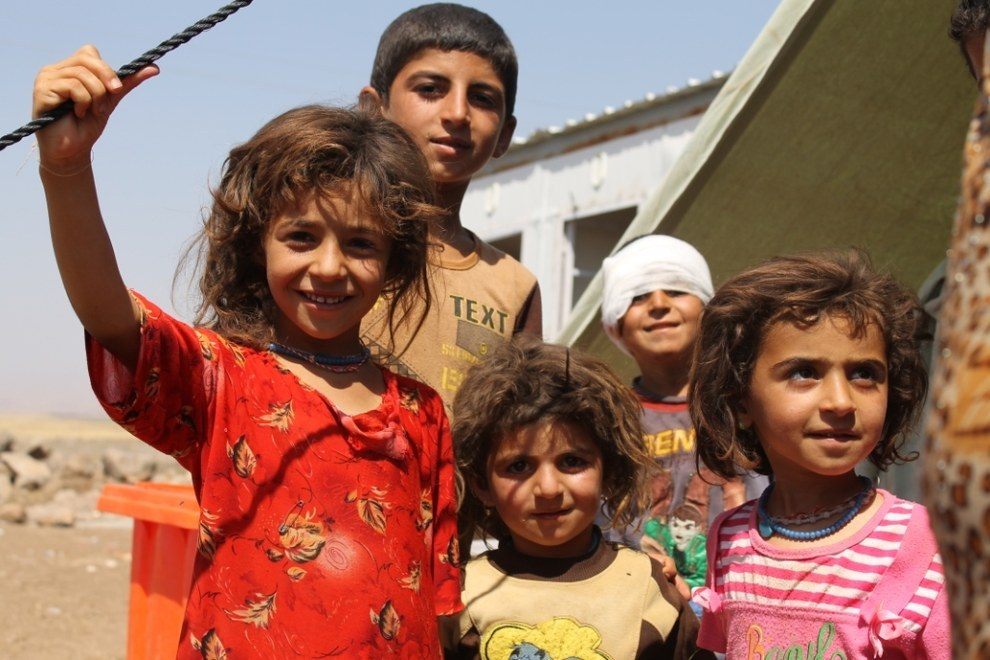
Діти-біженці -єзиди з Синджара в таборі Ньюроз, район Аль-Малікія, серпень 2014 року, після різанини в Синджарі.

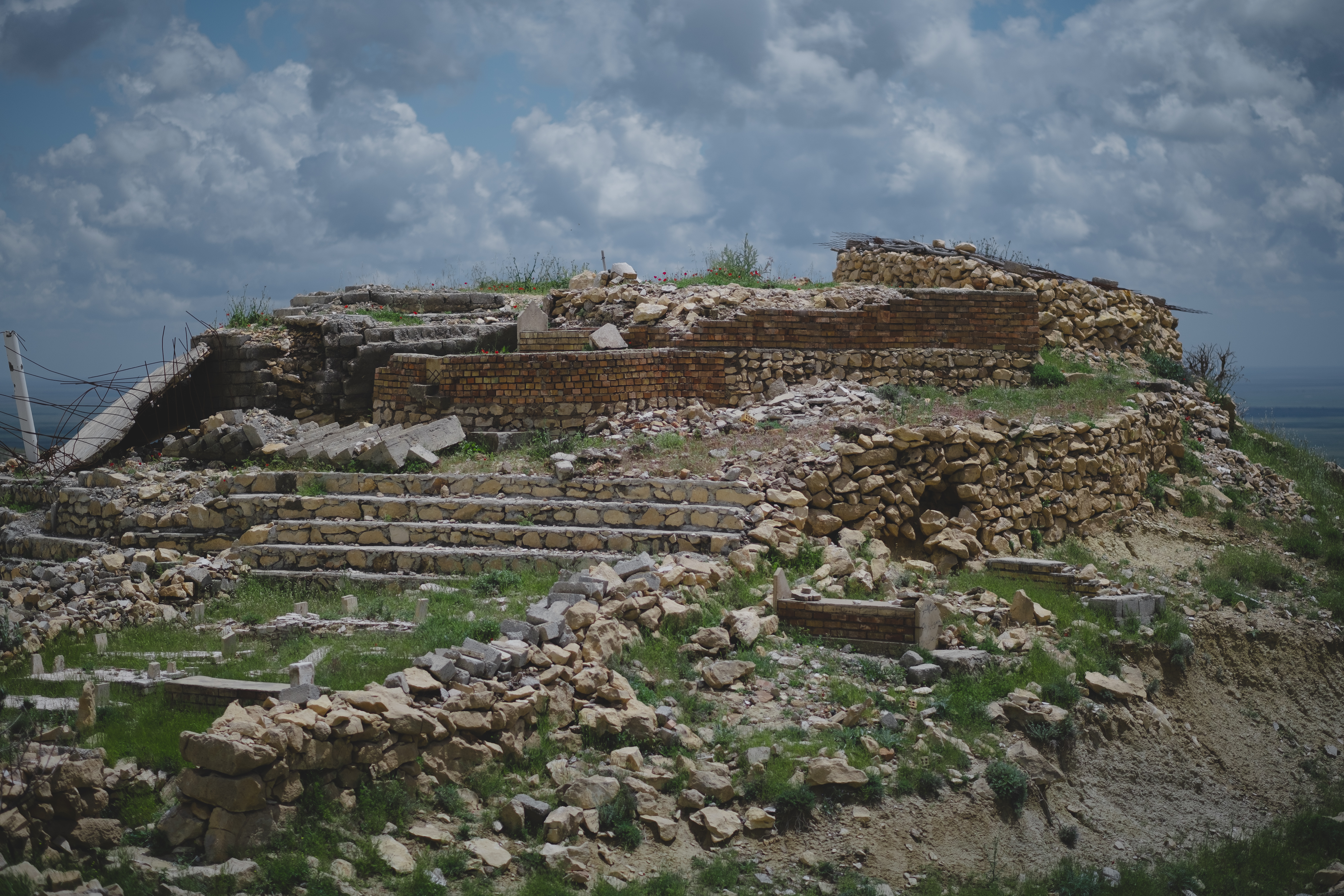
Руїни єзидської святині Мам Рашан в горах Синджар після її знищення Ісламською державою.

Переслідування єзидів триває щонайменше з 637 року нашої ери. Єзиди є ендогамною меншиною, яка переважно розмовляє курманджі, корінним населенням Курдистану. Мусульмани та ісламісти вважають релігію єзидів «поклонінням дияволу». Єзиди зазнавали переслідувань з боку навколишніх мусульман з середньовіччя, особливо сефевідів, османів, сусідніх мусульманських арабських та курдських племен та князівств. Після вбивств ІДІЛ тисяч єзидів у Синджарі 2014 року, яка поклала початок етнічному, культурному та релігійному геноциду єзидів в Іраку, єзиди все ще стикаються з дискримінацією з боку уряду Іраку та регіонального уряду Курдистану.

## Ранні переслідування
Після ісламізації деяких курдських племен у Х столітті вони долучилися до переслідування єзидів у горах Хаккарі. Через свою релігію курди-мусульмани переслідували і нападали на єзидів з особливою жорстокістю. Іноді під час цих масових вбивств курди-мусульмани намагалися змусити єзидів прийняти іслам. Майже все єзидське населення було майже знищено масовими вбивствами, вчиненими мусульманами-курдами та турками в ХІХ столітті.

### ХІІІ століття
У 1254 році внучатий племінник шейха Аді аль-Хасан б'Аді разом з 200 своїми прихильниками був страчений Бадр ад-Діном Лу'лу, який був вірменом, який навернувся до ісламу, і зангідським губернатором Мосула. Гробниця шейха Аді в Лаліші була осквернена.

### XV століття
У 1415 році Шафіїтський богослов Ізз аль-Дін аль Хулвані за військової підтримки курдів-сунітів із племені Сінді та правителя Хасанкейфа напав на Лаліш і спалив храм. Пізніше єзиди відбудували свій храм і гробницю шейха Аді.

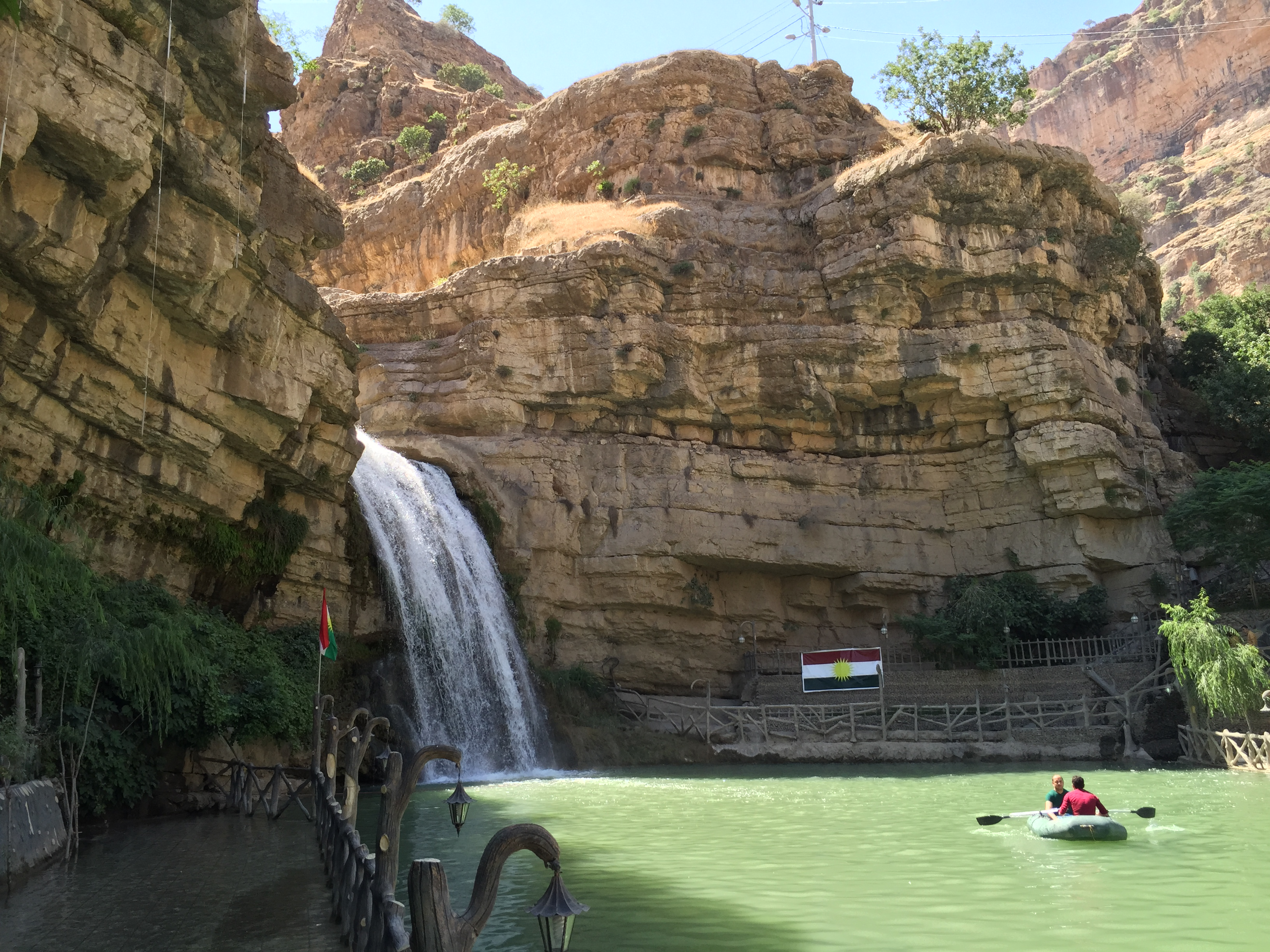
Водоспад Гелі-Алі-Бег в Іракському Курдистані названий на честь лідера єзидів Алі-Бега, якого в 1832 році там вбив курдський князь Мухаммед-паша з Равандуза.

### XVІ століття
У 1585 році на єзидів на горі Синджар напали курди-суніти з Бохтана.

### ХІХ століття
У 1832 році близько 70 000 єзидів були вбиті сунітськими курдськими князями Бедір Хан-Бегом і Мухаммедом Пашою з Равандуза. Під час своїх дослідницьких поїздок у 1843 році російський мандрівник і сходознавець Ілля Березін згадував, що незадовго до його прибуття на пагорбах Ніневії поблизу Мосула 7000 єзидів були вбиті курдами Равандуза. За багатьма історичними повідомленнями, різанину Бедір-хана сьогодні можна класифікувати як геноцид.
У 1831 році Мухаммед-паша вбив жителів села Келек. Потім він пішов на північ і напав на всю передгірну країну, населену єзидами, розташовану на схід від Мосула. Деяким єзидам вдалося сховатися в сусідніх лісах і гірських схилах, а деяким з них вдалося втекти в далекі місця.

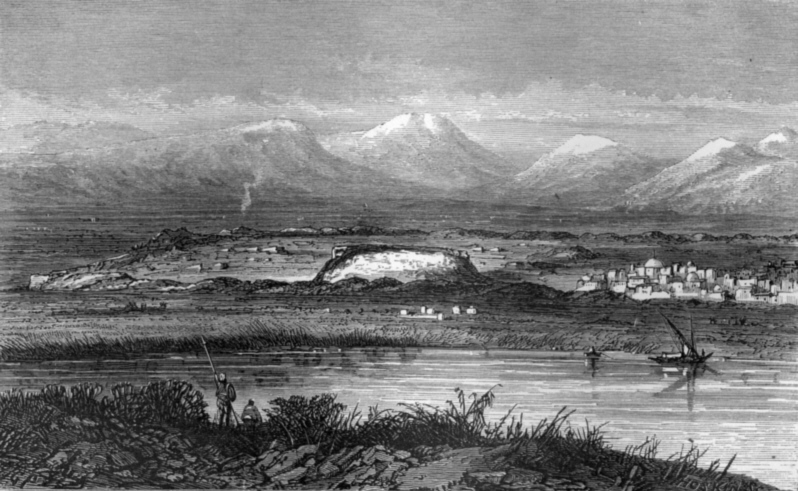
Багато єзидів з Шейхана, які втекли від курдів, але не змогли перетнути річку Тигр, зібралися на великому кургані Куюнджік, де вони були вбиті людьми Мухаммеда-паші.

У 1832 році Мухаммед-паша та його війська вчинили різанину проти єзидів у Хатарі. Згодом вони напали на єзидів у Шехані та вбили багатьох із них. Під час іншої спроби він і його війська зайняли понад 300 єзидських сіл. Емір викрав понад 10 000 єзидів і відправив їх у Равандуз і поставив їм ультиматум: прийняти іслам або бути вбитими. Більшість із них прийняли іслам, а ті, хто відмовився прийняти іслам, були вбиті.
У 1832 році Бедір Хан-Бег і його війська вчинили різанину проти єзидів у Шехані. Його люди мало не вбили все єзидське населення Шехана. Деякі єзиди намагалися втекти до Синджара. Коли вони намагалися втекти до Синджара, багато з них потонули в річці Тигр. Тих, хто не вмів плавати, вбивали. Близько 12 000 єзидів були вбиті на березі річки Тигр людьми Бедіра Хан-Бега. Також були викрадені жінки та діти єзидів.
У 1833 році єзиди, які жили в регіоні Акра, знову зазнали нападу Мухаммада-паші та його солдатів. Зловмисники вбили 500 єзидів у Великому Забі. Після цього Мухаммед-паша та його війська напали на єзидів, які жили в Синджарі, і вбили багатьох з них.
У 1844 році Бедір Хан-Бег та його люди вчинили різанину проти єзидів у регіоні Тур Абдін. Його люди також захопили багатьох єзидів і змусили їх прийняти іслам. Жителі семи єзидських сіл були змушені прийняти іслам.

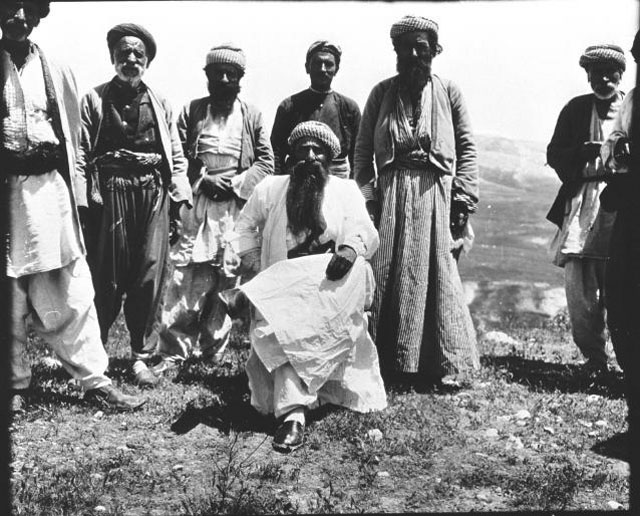
На фото посередині ви бачите Алі Бега II (онука лідера єзидів Алі Бега і діда Тахсіна Саїда)

Багато єзидів також захищалися від нападів. Так само зробив Алі Бег, лідер єзидів у Шейхані. Лідер єзидів Алі Бег мобілізував свої сили, щоб протистояти Мухаммаду-паші, який мобілізував курдські племена, що жили в навколишніх горах, щоб розпочати атаку на єзидів. Війська Алі-Бега переважали чисельно, і він був схоплений і вбитий Мухаммед-пашею.

### Кінець ХІХ століття
Після того, як османи надали єзидам певний правовий статус у 1849 році через неодноразове втручання Стратфорда Каннінга та сера Остена Генрі Лаярда, вони послали свого османського генерала Омара Вахбі-пашу (пізніше відомого в пам'яті єзидів як «Ферік-паша») у 1890 або 1892 році з Мосула до єзидів у Шайхан і знову поставив єзидам ультиматум прийняти іслам. Коли єзиди відмовилися, райони Синджар і Шейхан були окуповані, а серед жителів була вчинена ще одна різанина. Щоб вжити заходів проти єзидів, османські правителі мобілізували кавалерію Хамідіє, пізніше засновану в 1891 році. Багато єзидських сіл були атаковані кавалерією Хамідіє, і жителі були вбиті. На єзидські села Башика та Бахзані також було проведено набіги, і багато єзидських храмів було зруйновано. Єзид Мір Алі Бег був схоплений і утримувався в Кастамону. Центральна святиня єзидів Лаліш була перетворена на школу Корану. Такий стан тривав дванадцять років, поки єзиди не змогли відвоювати свою головну святиню Лаліш.

## ХХ століття
Під час геноциду вірмен багато єзидів були вбиті кавалерією хамідіє. За словами Азіза Тамояна, разом з вірменами було вбито близько 300 000 єзидів, інші втекли на Закавказзя.
Незважаючи на те, що під час геноциду вірмен єзиди сховали 20 000 християн від османів у горах Синджар і багато єзидів знайшли притулок у Вірменії, тікаючи від курдів і турків, єзиди зазнали дискримінації у Вірменії. Єзидські діти, як правило, приховували свою особистість у школах, щоб не зазнати дискримінації. Крім того, термін «єзиди» часто вживається неєзидами як образа.
У 1921 році в Королівстві Ірак під британським правлінням єзиди зазнали утисків і нападів британської армії. Британська армія атакувала села єзидів між 1925 і 1935 роками, убивши понад 100 єзидів, включаючи лідера єзидів. За словами Арбелли Бет-Шлімон, у 1935 році іракська армія напала на одинадцять єзидських сіл, ввела в Синджарі воєнний стан, а потім засудила багатьох єзидських в'язнів до смертної кари або до тривалих термінів ув'язнення за те, що вони чинили опір обов'язковій військовій повинності; деяких в'язнів навіть виставили перед глузливим натовпом у Мосулі, який убив одного з полонених.

## ХХІ століття
У ХХІ столітті єзиди зіткнулися з цілеспрямованим насильством з боку повстанців під час війни в Іраку, включаючи різанину в квітні 2007 року, яка забрала життя 23 осіб, і вибухи в єзидських громадах 2007 року, в результаті яких загинуло 796 осіб. Після цих нападів для захисту єзидів були створені Синджарські загони опору (YBŞ).

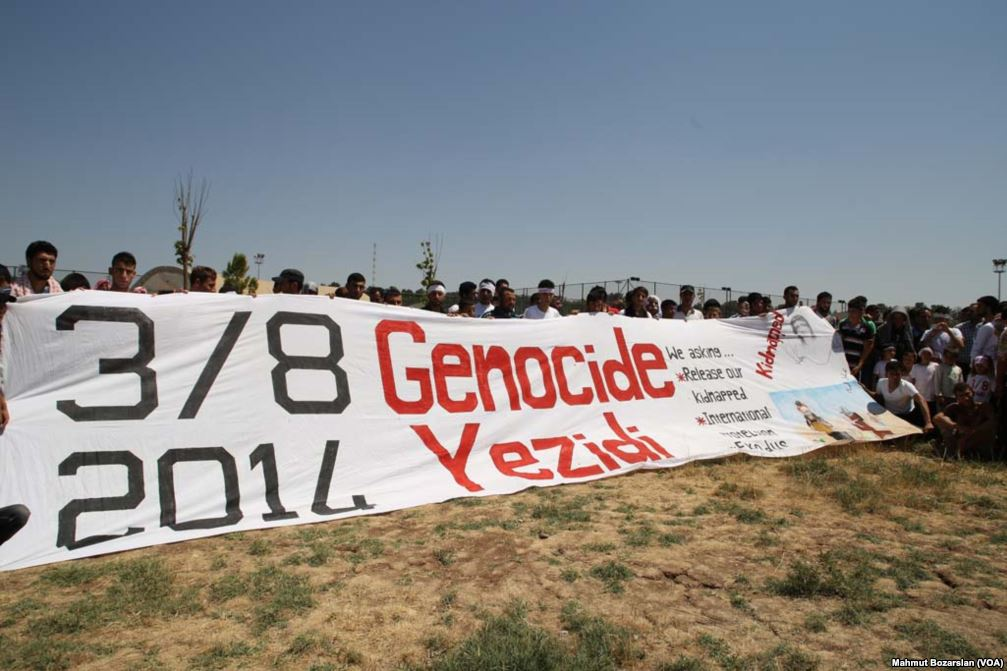
Вшанування єзидами геноциду 3 серпня 2014 року в курдському місті Діярбакир у Туреччині (2015)

Геноцид єзидів з боку ІДІЛ, який почався з різанини в Синджарі в 2014 році, призвів до втечі та фактичного вигнання єзидів із земель їхніх предків у Синджарі. Тисячі єзидських жінок і дівчат були примушені до сексуального рабства сунітською фундаменталістською більшістю арабської терористичної групи ІДІЛ, а тисячі єзидських чоловіків були вбиті. Під час так званої «кампанії примусового навернення», яку ІДІЛ проводить у Північному Іраку, було вбито п'ять тисяч цивільних єзидів. Геноцид почався після виведення міліції пешмерга КРГ, що залишило єзидів беззахисними. Серед причин відступу пешмерги було небажання курдів-сунітів у її лавах боротися за єзидів з одновірцями-мусульманами. Переслідування єзидів з боку ІДІЛ привернуло міжнародну увагу та призвело до чергового втручання Америки в Ірак, яке почалося з авіаударів Сполучених Штатів проти ІДІЛ. Робітнича партія Курдистану, Загони народної оборони та бойовики Сирійської військової ради відкрили гуманітарний коридор до гір Синджару.
З 2016 року багато єзидів у Сирії втекли з регіону Афрін у відносну безпеку світської Автономної адміністрації Північної та Східної Сирії через побоювання переслідувань з боку Сирійської національної армії, яка підтримується Туреччиною, переважно сунітського ополчення.

### Регіон Курдистан
Згідно зі звітом Human Rights Watch, курдська влада застосувала жорстку тактику проти єзидів і була звинувачена у викраденні та побитті двох чоловіків-єзидів, які належали до Руху єзидів за реформи та прогрес, які критикували дії влади. Після того, як курдська влада викрала їх, вони дали їм два варіанти: або вони визнають, що вони курди, або вони зізнаються, що вони «терористи». Крім того, курдські офіцери запитали, якою мовою вони розмовляють. Коли єзиди відповіли «єзидською», їх ще більше катували.
Після падіння Саддама також відбулися деякі демографічні зміни в районах, де більшість складали єзиди. У районі Шейхан, який вважається історичною фортецею єзидів, курдська влада поселила курдів-сунітів, щоб посилити свої претензії на те, що він має бути включений до регіону Курдистан. У наш час регіон Курдистан звинувачують у захопленні традиційних поселень єзидів.
За повідомленнями єзидських активістів, з 2003 року близько 30 єзидських жінок і дівчат були викрадені та насильно одружені з членами курдських сил безпеки Асаїш.

## Ідеологічна основа
Усі масові вбивства єзидів були скоєні мусульманською стороною. Протягом своєї історії єзиди здебільшого зазнавали тиску своїх сусідів-мусульман, що іноді призводило до насильства та масових вбивств.
Курдські муфтії надали переслідуванням єзидів релігійний характер і також легалізували його. Також курдські мулли, такі як Махмуд Баязіді, вважали єзидів невіруючими.

## Погляд єзидів на переслідування
Пам'ять про переслідування є центральною частиною єзидської ідентичності. Єзиди говорять про 74 геноциди у своїй історії і називають ці геноциди «фарман». Число 72 фарманів можна вивести з усних традицій і народних пісень єзидів. Останній фарман має номер 74 і позначає геноцид єзидів терористами ІДІЛ.